# فتى المنجم (رواية)
Mine Boy هي رواية صدرت عام 1946 للروائي الجنوب أفريقي بيتر أبراهامز. تدور أحداث الرواية في جنوب إفريقيا ، وتستكشف الصور النمطية والمؤسسات التي تميز ضد الأفارقة السود من الطبقة العاملة. وفقًا للباحث النيجيري Kolawole Ogungbesan ، أصبحت الرواية «أول رواية أفريقية مكتوبة باللغة الإنجليزية تجذب الانتباه الدولي».

## الحبكة
تتبع الحبكة قصة عامل منجم أسود، زوما، وهو يمر بعدد من النضالات، بما في ذلك المرض الذي تم إدخاله من قبل الأوروبيين بالإضافة إلى الصدمات السياسية والاجتماعية. ينتقل زوما من بلدته إلى معسكر الملايو، وهي منطقة سوداء في جوهانسبرج، بحثًا عن عمل في مناجم الذهب. ليا، صانع الجعة غير القانوني، يمنحه مكانًا للعيش فيه. يعارض زوما المعاملة العنصرية للأفارقة السود ويحاربها. يقع زوما في حب ابنة أخت ليا، إليزا، وهي مناصرة للاندماج، ثم مع مايسي. يصبح زوما عامل منجم ناجحًا، يعمل لدى المشرف بادي. أحد مستأجري ليا، يوهانس وآخرون، ماتوا في حادث لغم وقاد زوما وبادي إضرابًا.

## منحة دراسية
تركز الناقد سالي-آن جاكسون على الاهتمام الموضوعي للرواية بالمرض والصدمة اللذين أدخلهما الحكم الاستعماري. كتب رودني نيسبيت عن بنية الرواية وأسلوبها ونغمتها وموضوعاتها. يلاحظ كلود ج. سمرز أن الكتاب لا يذكر «الاقتران من نفس الجنس بين العمال المهاجرين» في المناجم، على الرغم من أن ممارسة الشباب والفتيان أن يصبحوا «زوجات لي» مع رجال أكبر سناً معروفة جيداً، وموثقة بالعودة إلى الثلاثينيات. تكتب ميغان جونز عن الفضاء في الرواية، وحركة الشخصيات عبر الفضاء الحضري في جوهانسبرغ وما يكشفه هذا عن «تنظيم الحياة الحضرية بوساطة الرأسمالية العنصرية». يكتب Erasmus Aikley Msuya تحليلًا لغويًا لخطاب زوما و Leah في الرواية وما يكشف عنه.